# 대한민국의 국가어항

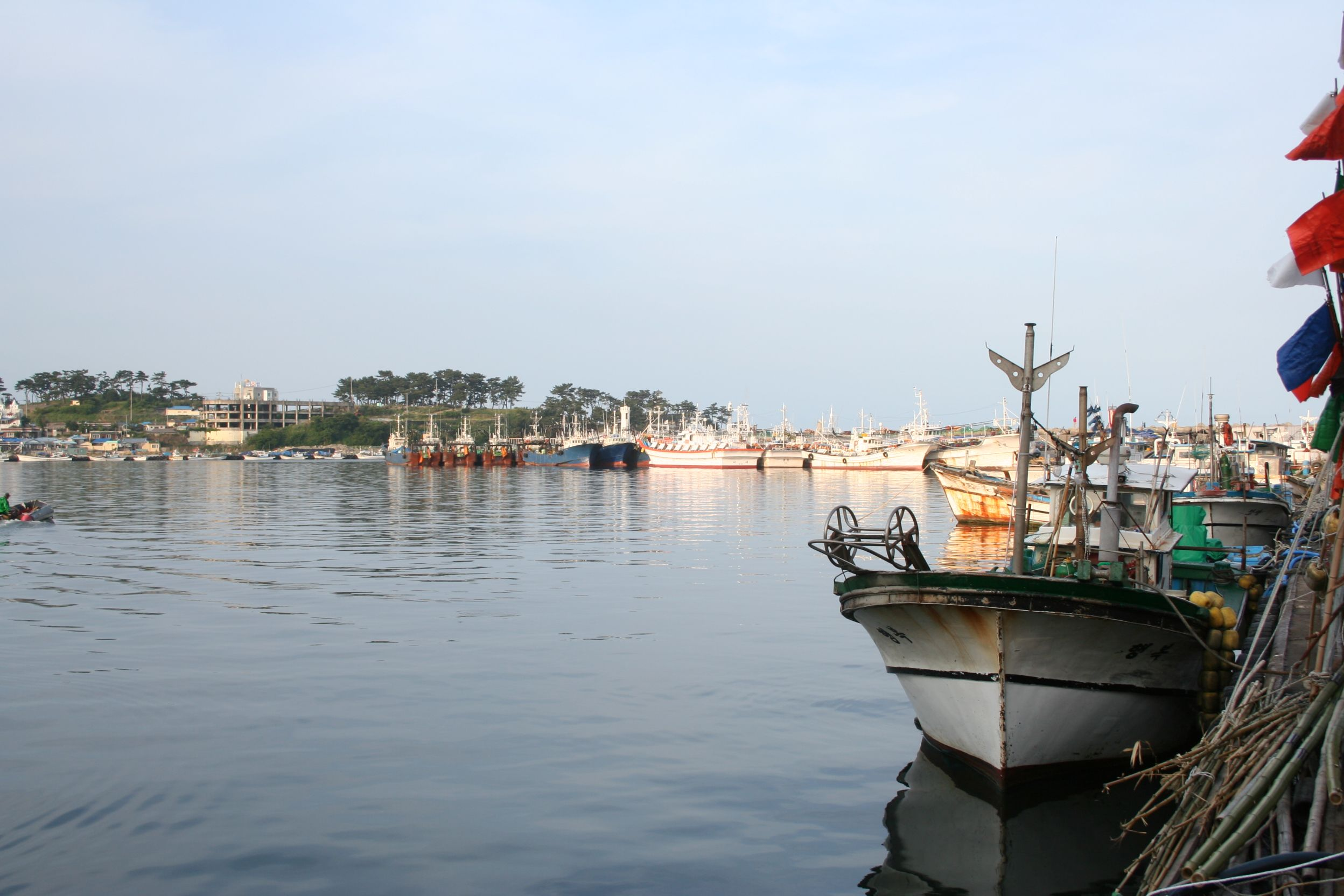
경상북도 경주시 소재 감포항

대한민국의 국가어항(國家漁港)은 대한민국에서 이용범위가 전국적인 어항 또는 도서·벽지에 소재하여 어장의 개발 및 어선의 대피에 필요한 어항이다. 2001년 「어항법」이 개정되기전 과거 「어항법」상의 제1종 어항 및 제3종 어항이 여기에 해당된다. 국가어항의 지정권자 및 개발주체는 해양수산부장관이고, 관리청은 광역시장 또는 시장·군수이다.

## 개발 연혁
해양수산부장관이 지정·개발하는 국가어항은 1972년 최초로 62개 항을 지정하여 개발에 착수한 이후 109개 항을 지정하여 개발 중에 있다. 총사업비 36,049억 원중 2009년까지 총사업비 73.9%에 해당하는 26,651억 원을 투입하여 91개 항을 완공하였으며 82.7%의 완공율을 보이고 있다.
2009년에는 30개 항에 1,259억원을 투입하여 그 중 인천 선진포항을 완공하였다.

## 지정 요건
국가어항의 지정권자는 해양수산부장관이다. 국가어항의 구체적인 지정기준은 「어촌·어항법 시행규칙」 제10조의 [별표 1]에 규정되어 있다.
1. 현지어선 척수 70척 이상
2. 현지어선 총톤수가 동해안은 450톤 이상, 서해안은 280톤 이상, 남해안은 360톤 이상
3. 외래어선 이용이 연간 100척 이상
4. 어선어업 위판고가 연간 200톤 이상
5. 「해운법」에 의한 여객선과 「유선 및 도선사업법」에 의한 유·도선의 총 운항 횟수가 일일 4왕복 이상

이상의 5개 기준항목 중 3개 항목 이상 충족하는 항·포구를 국가어항으로 지정할 수 있다.
도서인 경우에는 위의 지정항목 중 50% 이상을 충족하면 된다.

## 관계법령
- 어촌·어항법
- 어항시설관리규정 (해양수산부 훈령)
- 어항관리조례 (시·군·구 조례)

## 업무 분담
- 해양수산부(어업관리단), 제주특별자치도지사 : 어항구역 지정 및 변경, 어항개발계획수립, 어항시설사업 시행
- 시장·군수·구청장 : 어항시설사용허가, 어항시설사용료 부과징수, 어항청소 등 관리, 위법행위 단속 등

## 지정 현황
- 국가어항은 2021년말 현재 115개 항이 지정되어 있다.

## 투입 재원
- (2008.12.31기준) 국비 100%

## 같이 보기
- 어항 (항구)
- 대한민국의 지방어항
- 대한민국의 어촌정주어항
- 대한민국의 소규모 어항
- 동해어업관리단
- 서해어업관리단